# Michele Dotti
Michele Dotti (Faenza, 6 agosto 1973) è un attore, scrittore, formatore e autore italiano.

## Biografia
Da quando ha 18 anni è impegnato nella solidarietà internazionale in Africa, dove segue come volontario progetti di cooperazione, per l’autonomia alimentare, per i diritti dell’infanzia e delle donne. In parallelo all’attività di solidarietà in Africa, opera con un lavoro di ricerca e di approfondimento culturale in Italia. Tiene corsi di formazione sulle metodologie educative ludiche e partecipative, sulla cooperazione e sulla creatività.
Porta in scena inoltre spettacoli formativi   sull'intercultura, sulla mondialità e sull'ecologia prevalentemente per le scuole superiori o per festival culturali ed eventi pubblici.
Ha scritto una dozzina di saggi sulle tematiche della mondialità, dell’intercultura, dell’impegno civile, fra i quali La tela del ragno, Non è vero che tutto va peggio” (con Jacopo Fo), L’anticasta (con Marco Boschini), Dudal Jam: a scuola di pace e Sbagliando non s’impara, editi dalla EMI di Bologna oltre a Educare, amare e saltare nelle pozzanghere per l’editrice Kaleidos.
È Direttore editoriale e responsabile della rivista bimestrale "L'EcoFuturo Magazine".
Da qualche anno è attivo anche nel campo della produzione video, con inchieste e reportage. Fra queste Una scuola diversa è possibile, per RaiNews24 e una miniserie di tre reportage: Legalità, Intercultura ed Energie rinnovabili per TV2000.
È stato autore di numerose performance, dal TEDx di Trento agli interventi a TV2000 con Alessandro Sortino.
Ha contribuito ad organizzare numerosi eventi culturali di livello nazionale fra i quali il Festival EcoFuturo  e il Festival Comunità Educante .

## Opere
- “Verso una nuova alba e frammenti d’Africa”, insieme a padre Arnaldo De Vidi, Ed. CSAM, Brescia, Marzo 1998
- “La tela del ragno; educare allo sviluppo attraverso la partecipazione”, Michele Dotti, Giuliana Fornaro, Massimiliano Lepratti,  EMI, 2005
- “Parole/Cuore cosciente”, raccolta di poesie a quattro mani, insieme a padre Arnaldo de Vidi, Stefano Casanova Editore, agosto 2007
- “Testimoni privilegiati – Paesaggi interculturali”, curato per il Centro Risorse Educative e Sociali del Comune di Cervia, febbraio 2008
- Non è vero che tutto va peggio”, Michele Dotti, Jacopo Fo, EMI, aprile 2008
- “L’anticasta - l’Italia che funziona”, Marco Boschini, Michele Dotti, EMI, aprile 2009
- “Dudal Jam, a scuola di pace”, Patrizia Canova, Michele Dotti, EMI, luglio 2010
- “Educare, amare e saltare nelle pozzanghere”, ed. Kaleidos, febbraio 2013
- "Sbagliando non s’impara. E’ grazie ai successi che cambia il mondo e cambiamo anche noi.”, ed. EMI, 2014
- “Expo della dignità. Contro la fame e ogni sfruttamento.”, Novecento Editore, 2015
- "La Terra che salva la Terra", Econnection, 2023

## Premi e riconoscimenti
- “Paul Harris Fellow”, riconoscimento a "chi si è particolarmente distinto, con la sua professione e con la sua testimonianza, a contribuire al diffondersi della comprensione e delle relazioni amichevoli fra gli esponenti delle varie attività"; onorificenza ricevuta nel settembre 2003 dal Rotary Club Bologna Ovest.
- Premio Internazionale di Ecologia “Verde Ambiente”, ricevuto dall’Associazione nazionale VAS (Verdi Ambiente e Società), medaglia del Presidente della Repubblica, ricevuto nel giugno 2014 a Sorrento.